# Anioł z Borgo San Sepolcro
Anioł z Borgo San Sepolcro (Angelo Scarpetti) – włoski augustianin. Błogosławiony Kościoła katolickiego.
Zachowało się niewiele informacji na temat błogosławionego. Jego biografia spisana przez Johna St. Wiliama nie zachowała się do naszych czasów. Wiadomo, że urodził się w rodzinie Scarpetti w Borgo San Sepolcro (obecne Sansepolcro). Około 1254 roku wstąpił do zakonu augustianów. Odznaczał się żywą religijnością, praktykował cnoty kardynalne i teologiczne w stopniu heroicznym. Cieszył się dużym autorytetem, przypisywano mu też wiele cudów.
Przez pewną część swojego życia przebywał w Anglii gdzie uczestniczył w zakładaniu klasztorów.
Zmarł około 1306 roku w swojej rodzinnej miejscowości. Pochowany został w kościele św. Augustyna w Borgo San Sepolcro. W 1583 roku podczas ekshumacji okazało się, że jego ciało nie uległo rozkładowi i wydziela przyjemny zapach. Jego kult został zaaprobowany przez Kościół w 1921 roku.